# Személytelen ige
A nyelvtanban a személytelen ige olyan ige, amelynek nincs cselekvő alanya. Egyrészt vannak olyan személytelen igék, amelyeknek nem lehet semmiféle alanyuk (egyes nyelvekben), illetve lehet csak ún. „látszólagos” vagy „grammatikai” alanyuk (más nyelvekben), és olyan igék, amelyeknek lehet alanyuk, de az nem cselekvő. Az ilyen alanyt kifejezheti főnév, névmás, igenév vagy mellékmondat. Másrészt egyes igék csak személytelenek lehetnek, de olyan személyes igék is vannak, amelyeket személytelenekként is lehet használni. Mindezek az igék csak harmadik személyben használtak.
A magyar nyelv esetében csak személytelen állítmányról van szó, amikor névszói, és mellőzendő a létige.
Egyes grammatikák szerint a személytelen igék csak egyes számúak lehetnek. Mások nézetében egyesek lehetnek többes számúak is.
Olyan nyelvekben, mint a magyar is, amelyek igeragozása viszonylag fejlett, és amelyekben az alanyt világosan jelzi a személyrag, a cselekvő alany szokásos helyén általában nincs külön szó a személytelen igék esetében. Mégis, olyan nyelvekben, mint a román vagy a BHMSz egyes személytelen igék a harmadik személyű visszaható névmással használatosak.
Más nyelvekben, mint a francia vagy az angol, amelyeknek viszonylag nagy mértékben leépült az igeragozásuk, és a felszólító módon kívül az alanyt külön szóval kell kifejezni, a személytelen igék esetében van a cselekvő alany szokásos helyén egy mondattani funkció nélküli névmással kifejezett látszólagos vagy grammatikai alany, egyidőben az ún. „valódi” vagy „logikai” alannyal, amely meglehet egyes személytelen igéknek. A franciában ezt a helyet olykor az egyébként hímnemű egyes szám harmadik személyű il hangsúlytalan személyes névmás tölti ki, máskor a ce, ça vagy cela (jelentésük ’ez’) semlegesnek nevezett mutató névmások egyike. Az angolban a látszólagos alany a szokásosan élettelenre utaló it személyes névmás vagy, egyes esetekben szófajváltással a there ’ott’ határozószóból lett csak személytelen szerkezetben használt névmás.

## A személytelen igék típusai

### Alanytalan igék
Ezen igék többsége meteorológiai és egyéb természetbeli jelenségeket fejez ki, és csak egyes számban használatosak. Igenem szempontjából mind az ún. mediális igék közé tartoznak. Példák:
(magyarul) alkonyodik, sötétedik, tavaszodik, villámlik, dörög, fagy;
(franciául) il neige ’havazik’, il vente ’fúj a szél’, il pleut ’esik az eső’;
(románul) amurgește ’alkonyodik’, fulgeră ’villámlik’, fulguie ’hópelyhek hullanak’, ninge ’havazik’, plouă ’esik az eső’, trăsnește ’becsap a villám’, tună ’dörög’, se împrimăvărează ’tavaszodik’, se desprimăvărează ’kitavaszodik’, se înnorează ’beborul az ég’, se înserează ’esteledik’, se înseninează ’kitisztul az ég’ (a se visszaható névmás);
(angolul) it was raining ’esett az eső’, it snowed ’havazott’;
(BHMSz) sviće ’hajnalodik’, grmi ’dörög’, pljušti ’záporeső esik’, smrkava se ’sötétedik’.
Kivételesen képletes jelentéssel ilyen igéknek lehet alanyuk:
(franciául) Il neige des feuilles ’Hóként hullanak levelek’ (szó szerint ’Ő havazik levelek’) (Victor Hugo);
Le ciel pleuvait sur les allées feuillues ’Esett az égből a levelek fedte sétányra’ (szó szerint ’Az ég esőzött…’) (François Mauriac);
(románul) L-am fulgerat cu privirea ’Villámokat szórtam rá tekintetemmel’ (szó szerint ’Megvillámoztam…’);
Norii plouau (szó szerint ’A felhők esőztek’);
(BHMSz) Iza brda su grmeli topovi ’A domb mögött dörögtek az ágyúk’.

### Alanyos személytelen igék
Ezek az igék is csak harmadik személyben vannak jelen, de bizonyos nyelvekben egyesek többes számúak is lehetnek. Alanyuk lehet főnév, névmás, igenév vagy mondat. Két csoportra oszthatók, nyelvtől függően is, tehát két nyelvben egymásnak megfelelő igék különböző csoportokba tartozhatnak:
1. csak személytelen igék, olyanok, amelyeknek egy bizonyos jelentésük van személytelen használattal és más jelentésük személyessel, valamint alapvetően személytelen igék;
2. olyan igék, amelyek alkalomszerűen használtak személytelenül ugyanazzal a jelentéssel, mint személyesen.

Példák az első kategóriából:
(magyarul) Ebéd közben nem illik dohányozni;
Orvoshoz kellene mennetek;
(franciául) Il faut que je parle ’Beszélnem kell’;
(románul) Se cuvine / Se cade să-l felicităm ’Illik gratulálnunk neki’;
Trebuie să plec ’El kell mennem’;
Vor trebui să accepte ’Majd bele kell egyezniük’ (a ’kell’ igének megfelelő többes számban);
(BHMSz) Čini se da sve je u redu ’Úgy tűnik, hogy minden rendben van’;
Trebalo bi se okružiti novim ljudima ’Új emberekkel kellene körülvétetni magunkat’.
Példák a második kategóriából:
(magyarul) Mivel sikerült kinyitnod az üveget?;
(angolul) It happened that I had my camera with me ’Úgy történt, hogy nálam volt a kamerám’;
(románul) Era să cad ’Majdnem elestem’ (szó szerint ’Volt hogy elessek’);
(BHMSz) Izgleda da smo pogrešili ’Úgy néz ki, hogy hibáztunk’.
A franciában gyakoriak az olyan személytelen szerkezetek, amelyek személyesek transzformációja nyomán jönnek létre, pl. Un malheur est arrivé → Il est arrivé un malheur ’Szerencsétlenség történt’.

## Egyéb alkalomszerűen személytelen igés szerkezetek
Gyakoriak az olyan szerkezetek, amelyek létezést, általános állapotot, meteorológiai jelenségeket stb. fejeznek ki. Több nyelvben a van / volt / lesz ige pontos megfelelői szerepelnek bennük, de egyes nyelvekben más alapjelentésű igék is. Példák:
(magyarul) Éjfél van;
Köd van;
Nincs jó idő;
(franciául) Il est 7 heures ’Hét óra van’;
Il fait beau / froid / bon / chaud / 15 °C ’Szép idő / hideg / kellemes idő / meleg / 15 fok van’ (szó szerint ’Ő csinál…’);
Il y a du soleil aujourd’hui ’Napos idő van ma’ (szó szerint ’Ő ott birtokol nap…’);
Il y a quelqu’un à la porte ’Van valaki az ajtó előtt’ (szó szerint ’Ő ott birtokol valaki az ajtónál’);
(románul) Aici e bine ’Itt jó’ (szó szerint ’Itt van jól’);
E cald / frig ’Meleg / Hideg van’;
(angolul) It's colder today ’Ma hidegebb az idő’ (szó szerint ’Az van hidegebb ma’);
It's not very warm ’Nincs nagyon meleg’;
It's your birthday, isn't it? ’Születésnapod van, nem?’;
Is there any more tea in the pot? ’Van-e még tea a kannában?’ (szó szerint ’Van ott…?’);
Are there any letters for me? ’Vannak-e még nekem címzett levelek?’ (szó szerint ’Vannak ott…?’);
(BHMSz) Ima li iko da zna ovu pjesmu? ’Van-e valaki, aki tudja ezt az éneket?’ (szó szerint ’Birtokol-e…?’);
Ima i drugih nego ti […]  ’Vannak mások is rajtad kívül […]’ (szó szerint ’Birtokol is mások…’);
Večeras će biti hladno ’Ma este hideg lesz’;
Bilo je dosta ljudi na šetalištu ’Elég sok ember volt a sétatéren’.
Vannak olyan, ugyancsak a létigével és melléknévvel, határozószóval vagy főnévvel alkotott személytelen kifejezések is, amelyek alanya igenév vagy mondat. A magyarban ezekből hiányoznia kell a létigének kijelentő mód jelen időben, de más igealakokban jelen kell lennie:
Rontani könnyebb, mint építeni;
Fontos volt, hogy megtanuljam a szövegszerkesztő használatát.
Példák más nyelvekben:
(franciául) Il n’est pas étonnant qu’il soit malade ’Nem csoda, hogy beteg’;
Ce n’est pas beau de mentir ’Nem szép dolog hazudni’;
Il est temps que vous partiez ’Itt az ideje, hogy elinduljatok’;
(románul) E bine să faci sport ’Jó dolog sportolni’;
(angolul) It's difficult to make / making new friends ’Nehéz új barátokat szerezni’;
It was a pity so few people came ’Kár, hogy ilyen kevés ember jött el’;
(BHMSz) Ljude je teško osloboditi straha ’Nehéz megszabadítani az embereket a félelemtől’;
Dobro je što se Petar vratio ’Jó, hogy Petar visszatért’.
A francia, a román vagy a BHMSz grammatikák úgy tekintik, hogy alkalomszerűen személytelenek az olyan igék, amelyek visszaható névmással társítva fejeznek ki olyan cselekvést, történést stb., amelynek meg nem határozott vagy általános alanya van. A franciában és a románban olyan igékkel, amelyekkel szenvedő szerkezetet lehet alkotni, személytelen szerkezetet is lehet, és a kettő azonos jelentésű:
(franciául) Ce plat est préparé en cinq minutes (szó szerint ’… van elkészítve…’) → Ce plat se prépare en cinq minutes (szó szerint ’… készülődik el’) ’Ez az étel öt perc alatt készül el’;
(románul) Aici sunt vândute bilete de autobuz (szó szerint ’… vannak árusítva…’) → Aici se vând bilete de autobuz (szó szerint ’… árusítódnak…’) ’Itt árusítanak autóbuszjegyeket’;
A BHMSz-ben ritka a tulajdonképpeni szenvedő szerkezet, de van visszaható alakú és szenvedő jelentésű:
Ova knjiga se lako čita ’Ez a könyv könnyen olvasható’ (szó szerint ’… olvasódik’).
A románban és a BHMSz-ben cselekvő szerkezetet is lehet személytelenné tenni a visszaható igealakkal:
(románul) Oamenii ajung greu acolo ’Az emberek nehezen jutnak oda’ → Se ajunge greu acolo ’Nehezen lehet odajutni’;
(BHMSz) Onamo su ljudi putovali vozom ’Oda az emberek vonattal utaztak’ → Onamo se putovalo vozom ’Oda vonattal utaztak’.
Magyar grammatikákban úgy tekintik, hogy a személytelen állítmány logikai alanya részeshatározó lehet, pl. Nekem most el kell mennem.
Egyéb grammatikákban ezt egyszerűen részeshatározónak tartják:
(franciául) Il me semble que c’est une bonne idée ’Úgy tűnik nekem, hogy ez jó ötlet’;
(románul) Mi-e suficient să te știu fericit ’Elég nekem, hogy boldognak tudjalak’;
(BHMSz) Nijedna mi ne izgleda dovoljno čvrsta ’Egyik sem tűnik nekem elég erősnek’.
Egyes nyelvekben olykor ilyen részeshatározó fejez ki olyan személyt, akinek lelki vagy testi állapotáról van szó, miközben magyar megfelelője alanyesetű, ha külön szó fejezi ki:
(románul) Mi-e foame / sete / somn ’Éhes / Szomjas / Álmos vagyok’ (szó szerint ’Nekem van éhség / …’);
Mi-e milă de el ’Sajnálom őt’;
(BHMSz) Vojnicima je bilo hladno ’A katonák fáztak’;
Detetu se spava ’A gyerek aludna’.
A románban vagy a BHMSz-ben egyes ilyen szerkezetekben tárgy van részeshatározó helyett:
(románul) Mă doare că gândești așa ’Fáj, hogy ezt gondolod’ (szó szerint ’Fáj engem…’);
(BHMSz) Boli me da ne mogu više planinariti ’Fáj, hogy nem tudok többé hegyet mászni’;
Sve nas je strah ’Mindegyikünk fél’;
Stid me je ’Szégyellem magam’.

## Kapcsolódó szócikk
- Ige